# Schottel Industries
Koordinaten: 50° 15′ 24,5″ N, 7° 38′ 54,3″ O
Die Schottel Industries GmbH ist eine Beteiligungsgesellschaft mit Sitz in Spay am Rhein, die verschiedene Unternehmen der Bereiche Schiffsantriebe, Getriebetechnik und Automatisierungstechnik miteinander vereint. Sie ging 2013 aus der 1921 von Josef Becker gegründeten Schottel-Werft hervor. Eigentümer der Unternehmensgruppe sind die Nachfahren des Gründers sowie die norwegische Frydenbø Industri AS. Sie beschäftigt weltweit rund 1800 Mitarbeiterinnen und Mitarbeiter.
Zu ihren Tochtergesellschaften gehören
- Schottel GmbH Spay am Rhein / Dörth / Wismar (Schiffsantriebe)
- BEWA solutions GmbH, Laudert / Simmern (Automatisierungstechnik)
- PW Hueber GmbH, St. Ingbert / Kirn (Verzahnungen und Getriebe)
- Elkon Elektrik San. ve Tic. A.Ş., Istanbul (Elektrische Systemintegration)
- Schottel Industries Service GmbH, Spay am Rhein (Corporate Services)

## Schottel GmbH
Die Schottel GmbH, gegründet 1921, ist ein führender Anbieter von Antriebs- und Manövriersystemen für Schiffe. Mit Sitz in Spay am Rhein entwickelt und produziert das Unternehmen rundum steuerbare Antriebs- und Manövriersysteme sowie Antriebsanlagen mit einer Leistung von bis zu 30 MW. Schottel ist bekannt für die Erfindung des Ruderpropellers, der 1950 von Firmengründer Josef Becker entwickelt wurde und die Manövrierfähigkeit von Schiffen erheblich verbesserte.
Die Schottel GmbH verfügt in Deutschland über zwei Produktionsstätten (Dörth im Hunsrück und Wismar) mit einer Gesamtfläche von rund 40.000 Quadratmetern. Zusätzlich unterhält Schottel ein weltweites Netzwerk aus 14 Niederlassungen für Vertriebs- und Serviceleistungen.

## PW Hueber GmbH
Die PW Hueber GmbH ist seit 2011 Teil der Schottel-Gruppe. Sie ist spezialisiert auf die Entwicklung und Produktion von Zahnradgetrieben und Getriebeanlagen für industrielle Anwendungen, wie zum Beispiel in der Wasser- und Abwasserwirtschaft, im Bergbau, in der Metallindustrie, bei Krananlagen, im Schiffbau und in der Energiebranche. Das Unternehmen fertigt auf einer Gesamtfläche von knapp 35.000 Quadratmetern insbesondere Heavy-Duty-Getriebe für raue Betriebsbedingungen, Hochleistungs- und Hochgeschwindigkeitsgetriebe, Prüfstandgetriebe sowie Verzahnungskomponenten.
Der Hauptsitz des Unternehmens befindet sich in St. Ingbert im Saarland. Zusätzlich betreibt PW Hueber einen Service-Standort in Kirn, Rheinland-Pfalz.

## BEWA solutions GmbH
Die BEWA solutions ist seit 2014 Teil der Schottel-Gruppe. Sie bietet Lösungen in den Bereichen Sondermaschinen- und Anlagenbau, Steuerungs- und Schaltanlagentechnik sowie industrielle Energieanlagentechnik. Das Unternehmen mit Standorten in Laudert und Simmern (Hunsrück) entwickelt, konstruiert und programmiert Lösungen für verschiedene Industrien, darunter Medizintechnik, Elektronik, Kunststofftechnik, Automobilindustrie sowie Umwelt- und Energietechnik. BEWA solutions realisiert außerdem die Programmierung von SPS-, PC- und Robotersystemen.

## Elkon Elektrik San. ve Tic. A.Ş.
Elkon Elektrik San. ve Tic. A.Ş., seit 2022 Teil der Schottel-Gruppe, ist auf die Entwicklung, das Design, die Montage und Integration von Systemen im Bereich der elektrischen Antriebstechnik und Automation für die maritime Industrie spezialisiert. Der Hauptsitz des Unternehmens befindet sich in Tuzla, Istanbul. Darüber hinaus betreibt elkon einen Forschungs- und Entwicklungsstandort im Teknopark Istanbul und unterhält mit ElkoNorge AS eine Tochtergesellschaft in Norwegen.

## Schottel Industries Service GmbH
Die 2024 gegründete Schottel Industries Service GmbH unterstützt als Servicegesellschaft der Schottel Industries die Tochterunternehmen bei der Umsetzung unternehmensübergreifender Projekte. Sie bietet verschiedene Dienstleistungen an, darunter Corporate Governance, Compliance, Mergers & Acquisitions, Liegenschaftsverwaltung, Controlling, Einkauf, Marketing und ESG-Management, um die Zusammenarbeit und den Wissensaustausch innerhalb der Unternehmensgruppe zu fördern.